# Velvet Darkness They Fear
Albums de Theatre of Tragedy
Theatre of Tragedy
(1995) A Rose for the Dead
(1997)
Velvet Darkness They Fear est le second album du groupe norvégien Theatre of Tragedy. Il est sorti en 1996 par le label Massacre Records.

## Musique
Velvet Darkness they Fear continue dans la lignée du gothic metal lancé par le groupe avec leur premier album, se caractérisant par une alternance entre un chant en death grunt et une voix féminine éthérée. Contraste désigné sous le nom de « belle et la bête » (Beauty and the beast). Dans cet album Raymond Rohonyi poursuit le type d'écriture qu'il avait employé dans le premier album en Anglais moderne naissant, à l'exception d'une chanson écrite en allemand. Cette exception est liée à l'intérêt que Rohonyi porte aux musiques underground allemandes,. Il voulait aussi s'essayer à la langue allemande, parce qu'il avait le sentiment qu'il risquait de stagner à force d'utiliser l'anglais moderne naissant à chaque fois. Aussi a-t-il voulu essayer quelque chose de nouveau avec ce titre. Frode Hansen le batteur considère aussi ce titre comme un hommage à leurs fans germanophones.
Dans cet album, l'écriture des textes s'éloigne des thématiques du début pour aborder ceux de l'érotisme, de la sensibilité, du vampirisme et de la religion. La chanson "And When He Falleth" traite de ce dernier thème se présentant sous la forme d'un dialogue opposant deux points de vue, celui d'une croyante et celui d'un cynique sataniste/païen. Au cours de la chanson les deux voix s'entremêlent et se répondent en scandant des vers similaires mais qui prennent pourtant à chaque fois un sens opposé. ("Tis the divine tragedy/Tis the divine comedy" (...)"We hold the earth fro' hell away/We hold the earth fro' heaven away ). Cette chanson vise donc à présenter deux points de vue complètement opposés sur la croyance. Hansen précise cependant que la chanson ne vise pas à exhorter l'auditeur à prendre l'une ou l'autre des positions. Cette chanson contient également trois extraits de dialogue entre Jane Asher et Vincent Price du film the Masque of the Red Death.
Pour cet album le groupe fit appel aux services du quintette à cordes russe Nedeltcho Boiadjiev. L'album sera un énorme succès réussissant une véritable percée avec 125 000 exemplaires vendus. Les ventes du single "Der Tanz der Schatten" furent épuisés en quelques semaines. Et le titre fut passé un peu partout dans les clubs gothiques d'Europe et devint même l'hymne de la scène gothic metal.

## Liste des chansons
| No | Titre                             | Durée |
| -- | --------------------------------- | ----- |
| 1. | Velvet Darkness They Fear         | 1:05  |
| 2. | Fair and 'Guiling Copesmate Death | 7:05  |
| 3. | Bring Forth Ye Shadow             | 6:49  |
| 4. | Seraphic Deviltry                 | 5:17  |
| 5. | And When He Falleth               | 7:08  |
| 6. | Der Tanz der Schatten             | 5:29  |
| 7. | Black as the Devil Painteth       | 5:26  |
| 8. | On Whom the Moon Doth Shine       | 6:15  |
| 9. | The Masquerade and Phoenix        | 7:35  |

## Personnel
- Raymond Rohonyi - Chant masculin
- Liv Kristine - chant féminin
- Geir Flikkeil - guitares
- Tommy Lindal - guitares
- Eirik T. Saltrø - basse
- Hein Frode Hansen - Batterie
- Lorentz Aspen - piano, synthétiseur

### Ecriture
La musique des chansons fut écrite principalement par Lorentz Aspen mais les arrangements furent travaillés par l'ensemble du groupe.
Les textes furent écrits par Raymond Rohonyi.

### Production
- Producteur: Pete Coleman.
- ingénieur du son: Gerhard Magin.
- enregistré et mixé aux Commusication Studios.